# 가출소년과 쌍코대작전
"가출소년과 쌍코대작전"은 1992년에 개봉한 대한민국의 영화이다.

## 캐스팅
- 정동남 : 점백이 역
- 이건주 : 순돌이 역
- 최형선 : 장미 역
- 곽성호 : 허수미 역
- 이해주 : 윤애 역
- 장원 : 봉기 역
- 임정현 : 명수 역
- 최상아 : 홍 선생 역
- 유명순 : 순돌 고모 역
- 국정환 : 순돌 고모부 역
- 곽영권 : 차돌이 역
- 강희조 : 민 여사 역
- 추봉주 : 은 노인 역
- 장철포 : 노인 역
- 이덕근 : 장 형사 역
- 나갑성 : 박 서장 역
- 최민금 : 장미어머니 역
- 이예민 : 놀부영감 역
- 최강호 : 독사코 역
- 문동근 : 짝귀 역
- 이국연 : 왕발 역
- 정호달 : 흑마귀 역
- 박광설 : 흰머리괴인 역
- 주미양 : 노파 역
- 한창계 : 장주인 역
- 곽유나 : 기자 1 역
- 박부양 : 기자 2 역
- 김우석 : 기자 3 역